# Leskovac
Leskovac é uma cidade e município localizada no sul da Sérvia no distrito de Jablanica, sendo seu centro administrativo.

## Geografia
Leskovac é dividiva em várias comunidades locais, sendo elas:
- Lamele (Ламеле)
- Radničko (Радничко)
- Dubočica (Дубочица)
- Centar (Центар)
- Morava (Морава)
- Hisar (Хисар)
- Prva južnomravska brigada (Прва јужноморавска бригада)
- Rade Žunić (Раде Жунић)
- Marko Crni (Марко Црни)
- Kosta Stamenković (Коста Стаменковић)
- Veljko Vlahović (Вељко Влаховић), nome recebido em homenagem a um comunista da Sérvia e Montenegro
- Milentije Popović (Милентије Поповић), nome recebido em homenagem a um comunista da Sérvia
- Stojan Ljubić (Стојан Љубић)
- Moša Pijade (Моша Пијаде), nome recebido em homenagem a um judeu comunista da Sérvia